# Дииодметан
Диио́дмета́н (метиле́на иоди́д, ио́дистый метиле́н, CH2I2) — иодоорганическое соединение, бесцветная прозрачная жидкость с резким неприятным запахом, схожим с запахом иодоформа. Взрыво- и пожароопасен. Дииодметан плохо растворим в воде, лучше — в других органических растворителях. Со временем становится бурым из-за разложения на воздухе под действием кислорода до элементного иода. Является тяжёлым аналогом дибромметана, и вследствие нестабильности не применяется часто. Может быть получен с помощью реакции Финкельштейна, действием иодида щелочного металла на дихлорметан или же на дибромметан. Легко образуется при пропускании иодоводорода над иодоформом.